# جبل الكعبة
جبل الكعبة أو جبل مقلع الكعبة هو أحد جبال مكة المكرمة يقع شمال غرب المسجد الحرام في حارة الباب، يستمد أهميته التاريخية والدينية من كون الأحجار المستخدمة في بناء الكعبة هي في الأصل مستقطعة من صخوره ولذلك سمي بهذا الاسم.

## إعادة بناء الكعبة
عندما تصدعت وسقطت جدران الكعبة عام إثر الأمطار الغزيرة التي هطلت على مكة في يوم الأربعاء 19 شعبان سنة 1039هـ 1630م واستمرت حتى ليلة الخميس، وخلفت سيل وفيضان كبير لم تشهد مكة مثله قبلا ووصلت المياه في المسجد الحرام إلى نصف جدار الكعبة، فسقطت جدران الكعبة الواحد تلو الأخر، اجتمع العلماء وأهل الحل والعقد للنظر فيما يمكن عمله لإعادة بناء الكعبة، وانتهى القرار بالكتابة إلى السلطان العثماني مراد خان، فأمر السلطان باستقطاع حجارة بناء الكعبة من صخور هذا الجبل، وابتدأ العمل في أواخر جمادى الأول لعام 1040هـ 1631م حتى اليوم الثاني من شهر ذي الحجة لعام 1040هـ ولمدة 6 أشهر، منه عند إعادة بناء الكعبة عندما هدم جدارها السيل في العهد العثماني الأول عام 1039 للهجرة.

## مداخل طريق جبل الكعبة
- مخارج الطريق الدائري الأول.
- شارع أم القرى.
- امتداد شارع إبراهيم الخليل.
- امتداد شارع البيبان.
- شوارع الخدمات بمشروع جبل عمر.[3]